# Limfjorden (film)
|  | Denne artikel er oprettet af botten PalnaBot ud fra en ekstern database. Den kan derfor have sproglige fejl eller mangler. Denne skabelon kan fjernes efter kontrol af indholdet. |

Limfjorden er en film instrueret af Henning Carlsen efter manuskript af Henning Carlsen.

## Handling
En fabulerende film om livet på og omkring Limfjordens vande; dens historie og natur, samt de mennesker, hvis eksistens er knyttet til den.